# Lycosa ambigua
Lycosa ambigua är en spindelart som beskrevs av Jose Antonio Barrientos 2004. Lycosa ambigua ingår i släktet Lycosa och familjen vargspindlar.
Artens utbredningsområde är Spanien. Inga underarter finns listade i Catalogue of Life.